# Moral de Puerto de Nieto
Moral de Puerto de Nieto es una localidad del estado mexicano de Guanajuato. Es parte del municipio de San Miguel de Allende.

## Demografía
| Gráfica de evolución demográfica |
|                                  |

| Censo | Población |
| ----- | --------- |
| 1900  | 271       |
| 1910  | —         |
| 1921  | 296       |
| 1930  | 277       |
| 1940  | 280       |
| 1950  | 226       |
| 1960  | 440       |
| 1970  | 488       |
| 1980  | 748       |
| 1990  | 641       |
| 2000  | 843       |
| 2010  | 945       |
| 2020  | 1,131     |